# SN 1990ah
SN 1990ah – supernowa typu II odkryta 7 grudnia 1990 roku w galaktyce M+02-02-09. W momencie odkrycia miała maksymalną jasność 18,00m.